# Donizone di Canossa
Donizone di Canossa (in latino Donizo; Canossa, 1071 circa – Canossa, 1130 ?) è stato un monaco cristiano e biografo italiano.

## Biografia
Nato probabilmente a Canossa e vissuto tra i secoli XI e XII, fu monaco benedettino del monastero di Sant'Apollonio di Canossa, in cui entrò verso il 1090 e del quale divenne successivamente abate.
Compose alcuni scritti in latino, tra i quali vanno ricordati l'Enarratio Genesis, opera in distici (368 versi), di carattere religioso, e la Vita Mathildis ("Vita di Matilde") o Acta Comitissae Mathildis ("Atti della contessa Matilde"), biografia della Grancontessa Matilde di Canossa (di cui fu amico e confessore personale), composta poco prima del 1115. Quest'ultima opera, divisa in due libri, è ritenuto di ragguardevole importanza storica come fonte primaria sulla vita di Matilde, nonostante lo stile di Donizone sia piuttosto rozzo e incolto.